# روپرت شلدریک
روپرت شلدریک (به انگلیسی: Rupert Sheldrake) زیست‌شناس سرشناس و جنجال‌برانگیز انگلیسی است. شلدریک دکترای خود را از دانشگاه کمبریج انگلستان دریافت نمود.
شهرت وی بخاطر تئوری Morphic fields و Morphic resonance است که به نظریه‌های تله‌پاتی جلوه‌ای علمی می‌دهد.

## حادثه در سخنرانی
در آوریل ۲۰۰۸، در حین یک سخنرانی در نیومکزیکو، یکی از حاضرین در آمفی تئاتر به دکتر شلدریک حمله برد و با چاقو به وی ضربه‌ای وارد آورد. ضارب که اهل ژاپن بود قصد کشتن دکتر شلدریک را داشت، اما موفق به این کار نشد.